# Komszomolszki Repülőgépgyártó Termelési Egyesülés
A Komszomolszki Repülőgépgyártó Termelési Egyesülés, teljes nevén Jurij Gagarin nevét viselő Komszomolszki Repülőgépgyártó Termelési Egyesülés (oroszul: Комсомольское на Амуре авиационное производственное объединение им. Ю. А. Гагарина), rövidítve KNAAPO  a Habarovszki határterületen, Komszomolszk-na-Amure városban nyilvános részvénytársasági formában működő, a Szuhoj vállalathoz tartozó repülőgépgyár. Részvényeinek 74,5%-a van a Szuhoj birtokában.
A vállalat a Szu–27 különböző változatai (Szu–27SZK, Szu–30MK, Szu–35, Szu–33, Szu–27SZKM, Szu–30MK2), a polgári célú Be–103 és SZA–20P amfíbiák, valamint a Szu–80GP repülőgép sorozatgyártását végzi. Komszomolszkban tervezik a még fejlesztés alatt álló Szuhoj Superjet 100 regionális utasszállító repülőgép sorozatgyártását is.

## Lásd még
- Szuhoj

## Külső hivatkozások
- A Komszomolszki Repülőgépgyártó termelési Egyesülés honlapja (angolul és oroszul) Archiválva 2004. augusztus 29-i dátummal a Wayback Machine-ben